# Карвінець
Карвінець (пол. Karwiniec, нім. Langenhof) — село в Польщі, у гміні Берутув Олесницького повіту Нижньосілезького воєводства.
Населення — 425 осіб (2011).
У 1975-1998 роках село належало до Вроцлавського воєводства.

## Демографія
Демографічна структура станом на 31 березня 2011 року:
|          | Загалом | Допрацездатний вік | Працездатний вік | Постпрацездатний вік |
| -------- | ------- | ------------------ | ---------------- | -------------------- |
| Чоловіки | 224     | 52                 | 162              | 10                   |
| Жінки    | 201     | 38                 | 127              | 36                   |
| Разом    | 425     | 90                 | 289              | 46                   |